# Test és lélek
A Test és lélek sorozat 1997–2018 között jelent meg a Typotex Kiadó gondozásában Budapesten. 

## Koncepciója
Olyan biológiai, pszichológiai és filozófia munkákat tesz hozzáférhetővé, amelyek filozofikusan és kifinomultan képviselik a természetelvű felfogásokat az élővilágra és az emberre vonatkoztatva. A kötetek visszatérő gondolata a testi-lelki folyamatok viszonya, hogyan értelmezhetjük az élmények és a belső világ keletkezését az idegrendszerben, hogyan jelennek meg az emberre jellemző viselkedésminták az állatvilágban, milyen sajátosan emberi viselkedésformák jellemzik már kora csecsemőkorban az embert, mennyire determinisztikus illetve konstruktív az evolúció folyamata, mik a modern biológiai gondolkodás alapvető jellemzői.
A sorozat szerkesztője Pléh Csaba.

## Kötetei
- Pléh Csaba, szerk.: A megismeréskutatás egy új útja. A párhuzamos feldolgozás; 1997
- Pléh Csaba: Bevezetés a megismeréstudományba; 1998
- Daniel Dennett: Darwin veszélyes ideája; 1998
- Karl Popper: Test és elme. Az interakció védelmében; 1998
- Steven Pinker: A nyelvi ösztön. Hogyan hozza létre az elme a nyelvet?; 1999
- J. P. Changeux: Agyunk által világosan. Aneuronális ember, avagy Az agykutatás keresztmetszete; 2000
- Julesz Béla: Dialógusok az észlelésről; ford.: Lukács Á., Oláh G., Pócs Á.; 2000
- Michel Jouvet: Alvás és álom; 2001
- Alison Gopnik – P. K. Kuhl – A. N. Meltzoff: Bölcsek a bölcsőben. Hogyan tanulnak a kisbabák; 2001
- Douwe Draasima: Miért futnak egyre gyorsabban az évek?; 2003
- Charles G. Gross: Agy, látás, emlékezet. Mesék az idegtudomány történetéből; 2004
- Kövecses Zoltán: A metafora. Gyakorlati bevezetés a kognitív metaforaelméletbe; 2005
- Johan Goudsblom: Időrezsimek; 2005
- Geoffrey Miller: A párválasztó agy. A párkapcsolat szerepe az emberi agy evolúciójában; 2006
- Pléh Csaba: A pszichológia örök témái. Történeti bevezetés a pszichológiába; 2008
- Bereczkei Tamás: Az erény természete. Önzetlenség, együttműködés, nagylelkűség; 2009
- Alison Gopnik: A babák filozófiája. Amit a babák az igazságról, a szeretetről és az élet értelméről gondolnak; 2009
- Pléh Csaba: A megismeréstudomány alapjai. az embertől a gépig és vissza; 2013
- Pléh Csaba: A tanulás és a gondolkodás keretei. A népi pszichológiától a gépi pszichológiáig; 2015
- Bereczkei Tamás: Machiavellizmus. A megtévesztés pszichológiája; 2016
- Fehér Krisztina: Babák a hangok világában; 2017
- Steven Pinker: Az erőszak alkonya. Hogyan szelídült meg az emberiség?; ford. Gyárfás Vera  2018